# Dominique Joseph Odry
Dominique Joseph Odry (ur. w 1865, zm. w 1962) – polski generał dywizji od 11 kwietnia 1919 roku, francuski generał brygady w 1917 roku, generał dywizji w 1924 roku, dowódca I Korpusu Polskiego do września 1919 roku, szef sił zbrojnych koalicji w Wolnym Mieście Kłajpeda.
W latach 1912–1924 szef piechoty w 40 Dywizji Piechoty, dowódca 138. Pułku Piechoty, dowódca 47 Brygady Piechoty, dowódca 24 Dywizji Piechoty od 15 czerwca 1918 roku. Dowódca dywizji w Konstantynie w latach 1925–1926.